# Фернандес, Марио (аргентинский футболист)
Марио Ферна́ндес (исп. Mario Fernández; 26 января 1922, Буэнос-Айрес — неизвестно) — аргентинский футболист, левый нападающий.

## Карьера
Марио Фернандес начал карьеру в клубе «Сан-Лоренсо». Он дебютировал в составе команды 25 октября 1942 года в матче с «Чакаритой Хуниорс» (2:0), где забил гол. 31 октября следующего год он забил последний мяч за клуб, поразив ворота «Росарио Сентраль» (3:1). Последний матч в составе команды футболист провёл 30 апреля 1944 года с «Эстудиантесом» (2:0). А всего за «Сан-Лоренсо» Фернандес сыграл 15 матчей и забил 11 голов. На следующий год форвард перешёл в «Ньюэллс Олд Бойз», где 22 апреля 1945 года в первом же матче с «Ривер Плейтом» (3:2) забил гол. 25 августа 1947 года Фернандес провёл последний матч за клуб против также «Ривер Плейта» (0:1). Всего за «Ньюэллс» Марио сыграл 32 матча и забил 18 голов.
В 1947 году Фернандес перешёл в клуб «Индепендьенте», где дебютировал 13 апреля в матче с «Тигре» (3:0) и где забил последний во встрече гол. Годом позже он помог команде выиграть первый за девять лет чемпионат страны. При этом футболист стал лучшим бомбардиром команды с 15 голами. В том же сезоне началась массовая забастовка аргентинских футболистов, продлившаяся год. В 1949 году забастовка была прекращена, и Марио возвратился в состав. 17 августа того же года он сыграл последний матч за «Индепендьенте» против «Лануса» (3:2). Он провёл за клуб, в общей сложности, 64 матча и забил 46 голов. 
Несмотря на прекращение стачки, многие аргентинские футболисты приняли решение уезжать в Колумбию, отколовшуюся от ФИФА и предлагавшую выгодные финансовые условия. Фернандес в 1949 году перешёл в клуб «Индепендьенте Санта-Фе», где выступал два сезона. А затем недолго за играл за «Универсидад» из Боготы, а потом за клуб «Мильонариос» в 1952 и 1953 году и с которым стал двукратным чемпионом страны. Последней командной в карьере Фернандеса стала чилийская «О’Хиггинс».

## Статистика

### Клубная
| Сезон | Команда                | Турнир  | Игры | Голы |
| ----- | ---------------------- | ------- | ---- | ---- |
| 1942  | Сан-Лоренсо            | Примера | 2    | 2    |
| 1943  | Сан-Лоренсо            | Примера | 12   | 9    |
| 1944  | Сан-Лоренсо            | Примера | 1    | 0    |
| 1945  | Ньюэллс Олд Бойз       | Примера | 21   | 14   |
| 1946  | Ньюэллс Олд Бойз       | Примера | 11   | 4    |
| 1947  | Индепендьенте          | Примера | 30   | 22   |
| 1948  | Индепендьенте          | Примера | 30   | 15   |
| 1949  | Индепендьенте          | Примера | 14   | 9    |
| 1949  | Индепендьенте Санта-Фе | Димайор |      | 14   |
| 1950  | Индепендьенте Санта-Фе | Димайор |      | 8    |
| 1951  | Индепендьенте Санта-Фе | Димайор |      | 21   |
| 1952  | Индепендьенте Санта-Фе | Димайор |      | 0    |
| 1952  | Универсидад (Богота)   | Димайор |      | 14   |
| 1952  | Мильонариос            | Димайор |      | 4    |
| 1953  | Мильонариос            | Димайор |      | 6    |
| 1954  | Мильонариос            | Димайор |      | 6    |
| 1955  | О’Хиггинс              | Примера |      | 14   |
| 1956  | О’Хиггинс              | Примера |      | 2    |

### Международная
| Матчи Марио Фернандеса за сборную Аргентины | Матчи Марио Фернандеса за сборную Аргентины | Матчи Марио Фернандеса за сборную Аргентины | Матчи Марио Фернандеса за сборную Аргентины | Матчи Марио Фернандеса за сборную Аргентины | Матчи Марио Фернандеса за сборную Аргентины | Матчи Марио Фернандеса за сборную Аргентины |
| ------------------------------------------- | ------------------------------------------- | ------------------------------------------- | ------------------------------------------- | ------------------------------------------- | ------------------------------------------- | ------------------------------------------- |
| №                                           | Дата                                        | Место проведения                            | Оппонент                                    | Счёт                                        | Голы                                        | Турнир                                      |
| 1                                           | 16 декабря 1947                             | Гуаякиль                                    | Чили                                        | 1:1                                         | —                                           | Чемпионат Южной Америки                     |
| 2                                           | 18 декабря 1947                             | Гуаякиль                                    | Колумбия                                    | 6:0                                         | 1                                           | Чемпионат Южной Америки                     |
| 3                                           | 28 декабря 1947                             | Гуаякиль                                    | Уругвай                                     | 3:1                                         | —                                           | Чемпионат Южной Америки                     |

## Достижения
- Чемпионат Южной Америки: 1947
- Чемпион Аргентины: 1948
- Чемпион Колумбии: 1952, 1953